# Campeonato da Europa de Atletismo de 2010 - 400 m masculino
A prova dos 400 metros masculino do Campeonato da Europa de Atletismo de 2010 foi disputada entre os dias 27 e 30 de julho de 2010 no Lluís Companys em Barcelona,  na Espanha. 

## Recordes
Antes desta competição, os recordes mundiais e do campeonato nesta prova eram os seguintes:
|                       | Nome             | Nacionalidade     | Tempo  | Local     | Data                  |
| --------------------- | ---------------- | ----------------- | ------ | --------- | --------------------- |
| Recorde mundial       | Michael Johnson  | Estados Unidos    | 43s18  | Sevilha   | 26 de agosto de 1999  |
| Recorde do campeonato | Iwan Thomas      | Reino Unido       | 44s 52 | Budapeste | 21 de agosto de 1998  |
| Recorde europeu       | Thomas Schönlebe | Alemanha Oriental | 44s 33 | Roma      | 3 de setembro de 1987 |

## Medalhistas
| Ouro               | Prata                 | Bronze              |
| Kevin Borlée (BEL) | Michael Bingham (GBR) | Martyn Rooney (GBR) |

## Cronograma
Todos os horários são locais (UTC+2).
| Data        | Hora  | Evento    |
| ----------- | ----- | --------- |
| 27 de julho | 11:00 | Bateria   |
| 28 de julho | 19:00 | Semifinal |
| 30 de julho | 21:25 | Final     |

## Resultados

### Bateria
Qualificação: 4 atletas de cada bateria  (Q) mais os  4 melhores qualificados (q). 
Bateria 1
| Posição | Raia | Atleta           | Nacionalidade | Reação | Tempo | Notas |
| ------- | ---- | ---------------- | ------------- | ------ | ----- | ----- |
| 1       | 5    | Kevin Borlée     | Bélgica       | 0.185  | 45.71 | Q     |
| 2       | 8    | Martyn Rooney    | Reino Unido   | 0.210  | 45.72 | Q     |
| 3       | 6    | Andrea Barberi   | Itália        | 0.179  | 46.05 | Q,    |
| 4       | 4    | Catalin Cîmpeanu | Roménia       | 0.295  | 46.17 | Q,    |
| 5       | 7    | Maksim Dyldin    | Rússia        | 0.249  | 46.21 | q     |
| 6       | 3    | Gordon Kennedy   | Irlanda       | 0.233  | 46.63 | q     |
| 7       | 2    | Ivano Bucci      | San Marino    | 0.224  | 49.03 |       |

Bateria 2
| Posição | Raia | Atleta              | Nacionalidade | Reação | Tempo | Notas                |
| ------- | ---- | ------------------- | ------------- | ------ | ----- | -------------------- |
| 1       | 4    | Jonathan Borlée     | Bélgica       | 0.193  | 45.91 | Q                    |
| 2       | 6    | Yannick Fonsat      | França        | 0.236  | 46.26 | Q                    |
| 3       | 8    | Marcin Marciniszyn  | Polónia       | 0.282  | 46.31 | Q                    |
| 4       | 7    | Dimítrios Grávalos  | Grécia        | 0.195  | 46.56 | Q                    |
| 5       | 2    | Sebastjan Jagarinec | Eslovênia     | 0.268  | 46.75 | q                    |
| 6       | 3    | Mark Ujakpor        | Espanha       | 0.189  | 46.85 | Recorde da temporada |
| 7       | 5    | Myhaylo Knysh       | Ucrânia       | 0.268  | 46.86 |                      |

Bateria 3
| Posição | Raia | Atleta            | Nacionalidade | Reação | Tempo | Notas |
| ------- | ---- | ----------------- | ------------- | ------ | ----- | ----- |
| 1       | 3    | David Gillick     | Irlanda       | 0.189  | 45.84 | Q     |
| 2       | 2    | Dmytro Ostrovskyy | Ucrânia       | 0.204  | 45.98 | Q     |
| 3       | 6    | Arnaud Destatte   | Bélgica       | 0.197  | 46.42 | Q     |
| 4       | 8    | Marc Orozco       | Espanha       | 0.177  | 47.19 | Q     |
| 5       | 4    | Nicklas Hyde      | Dinamarca     | 0.224  | 48.65 |       |
| –       | 7    | Clemens Zeller    | Áustria       | 0.213  | DNF   |       |
| –       | 5    | Peter Znava       | Eslováquia    | 0.213  | DNF   |       |

Bateria 4
| Posição | Raia | Atleta           | Nacionalidade | Reação | Tempo | Notas |
| ------- | ---- | ---------------- | ------------- | ------ | ----- | ----- |
| 1       | 3    | Vladimir Krasnov | Rússia        | 0.284  | 46.07 | Q     |
| 2       | 5    | Teddy Venel      | França        | 0.196  | 46.18 | Q     |
| 3       | 7    | Conrad Williams  | Reino Unido   | 0.257  | 46.35 | Q     |
| 4       | 2    | Piotr Klimczak   | Polónia       | 0.244  | 46.81 | Q     |
| 5       | 6    | Brian Gregan     | Irlanda       | 0.225  | 46.90 |       |
| 6       | 4    | Máté Lukács      | Hungria       | 0.200  | 47.74 |       |

Bateria 5
| Posição | Raia | Atleta            | Nacionalidade | Reação | Tempo | Notas |
| ------- | ---- | ----------------- | ------------- | ------ | ----- | ----- |
| 1       | 4    | Michael Bingham   | Reino Unido   | 0.205  | 45.49 | Q     |
| 2       | 6    | Leslie Djhone     | França        | 0.197  | 45.79 | Q     |
| 3       | 3    | Kacper Kozłowski  | Polónia       | 0.192  | 45.97 | Q     |
| 4       | 5    | Marco Vistalli    | Itália        | 0.266  | 46.06 | Q     |
| 5       | 7    | Pétros Kiriakídis | Grécia        | 0.236  | 46.65 | q,    |
| 6       | 2    | Volodymyr Burakov | Ucrânia       | 0.278  | 47.03 |       |

### Semifinal
Qualificação: 2 atletas de cada bateria  (Q) mais os  2 melhores qualificados (q). 
Semifinal 1
| Posição | Raia | Atleta              | Nacionalidade | Tempo | Notas                |
| ------- | ---- | ------------------- | ------------- | ----- | -------------------- |
| 1       | 4    | Jonathan Borlée     | Bélgica       | 44.71 | Q,                   |
| 2       | 5    | Leslie Djhone       | França        | 44.87 | Q,                   |
| 3       | 6    | Martyn Rooney       | Reino Unido   | 45.00 | q                    |
| 4       | 7    | Marcin Marciniszyn  | Polónia       | 45.58 | Recorde da temporada |
| 5       | 3    | Andrea Barberi      | Itália        | 45.63 | Recorde da temporada |
| 6       | 2    | Sebastian Jagarinec | Eslovênia     | 46.13 | Recorde pessoal      |
| 7       | 8    | Dimitrios Gravalos  | Grécia        | 46.30 | Recorde da temporada |
| 8       | 1    | Marc Orozco         | Espanha       | 46.96 |                      |

Semifinal 2
| Posição | Raia | Atleta            | Nacionalidade | Tempo | Notas                |
| ------- | ---- | ----------------- | ------------- | ----- | -------------------- |
| 1       | 6    | David Gillick     | Irlanda       | 44.79 | Q,                   |
| 2       | 4    | Michael Bingham   | Reino Unido   | 44.88 | Q,                   |
| 3       | 3    | Kacper Kozlowski  | Polónia       | 45.24 | q,                   |
| 4       | 8    | Marco Vistalli    | Itália        | 45.38 | Recorde pessoal      |
| 5       | 5    | Teddy Venel       | França        | 45.55 | Recorde da temporada |
| 6       | 2    | Maksim Dyldin     | Rússia        | 45.66 | Recorde da temporada |
| 7       | 7    | Arnaud Destatte   | Bélgica       | 46.38 |                      |
| 8       | 1    | Pétros Kiriakidís | Grécia        | 46.90 |                      |

Semifinal 3
| Posição | Raia | Atleta            | Nacionalidade | Tempo | Notas |
| ------- | ---- | ----------------- | ------------- | ----- | ----- |
| 1       | 4    | Kevin Borlée      | Bélgica       | 45.32 | Q     |
| 2       | 5    | Vladimir Krasnov  | Rússia        | 45.64 | Q     |
| 3       | 6    | Dmytro Ostrovskyy | Ucrânia       | 45.81 |       |
| 4       | 3    | Yannick Fonsat    | França        | 46.03 |       |
| 5       | 7    | Catalin Cimpeanu  | Roménia       | 46.43 |       |
| 6       | 8    | Conrad Williams   | Reino Unido   | 46.60 |       |
| 7       | 2    | Piotr Klimczak    | Polónia       | 46.68 |       |
| 8       | 1    | Gordon Kennedy    | Irlanda       | 46.72 |       |

### Final
| Posição.          | Raia | Atleta           | Nacionalidade | Tempo | Notas                |
| ----------------- | ---- | ---------------- | ------------- | ----- | -------------------- |
| Medalha de ouro   | 6    | Kevin Borlée     | Bélgica       | 45.08 | Recorde da temporada |
| Medalha de prata  | 8    | Michael Bingham  | Reino Unido   | 45.23 |                      |
| Medalha de bronze | 1    | Martyn Rooney    | Reino Unido   | 45.23 |                      |
| 4                 | 7    | Vladimir Krasnov | Rússia        | 45.24 |                      |
| 5                 | 4    | David Gillick    | Irlanda       | 45.28 |                      |
| 6                 | 5    | Leslie Djhone    | França        | 45.30 |                      |
| 7                 | 3    | Jonathan Borlée  | Bélgica       | 45.35 |                      |
| 8                 | 2    | Kacper Kozłowski | Polónia       | 46.07 |                      |

Legenda
| Recorde mundial       | Recorde mundial (World record)               |                       | Recorde africano                      | Recorde africano (African) |                                           | Q | Classificado por posição (Qualified) |
| Recorde do campeonato | Recorde do campeonato (Championship record)  | Recorde da América    | Recorde da América (Americas)         | q                          | Classificado por melhor tempo (Qualified) |   |                                      |
| Melhor marca do ano   | Melhor marca do ano (World leading)          | Recorde asiático      | Recorde asiático (Asian)              | DNS                        | Não largou (Did not start)                |   |                                      |
| Recorde nacional      | Recorde nacional (National record)           | Recorde europeu       | Recorde europeu (European)            | DNF                        | Não terminou (Did not finish)             |   |                                      |
| Recorde pessoal       | Recorde pessoal do atleta (Personal best)    | Recorde da Oceania    | Recorde da Oceania (Oceania)          | DSQ / DQ                   | Desclassificado (Disqualified)            |   |                                      |
| Recorde da temporada  | Recorde da temporada do atleta (Season best) | Recorde sul-americano | Recorde sul-americano (South America) | NM                         | Sem marca (No mark)                       |   |                                      |